# Gesneria binghamii
Gesneria binghamii là một loài thực vật có hoa trong họ Tai voi. Loài này được (Griseb.) C.V.Morton mô tả khoa học đầu tiên năm 1957.